# Ulrich Bartosch

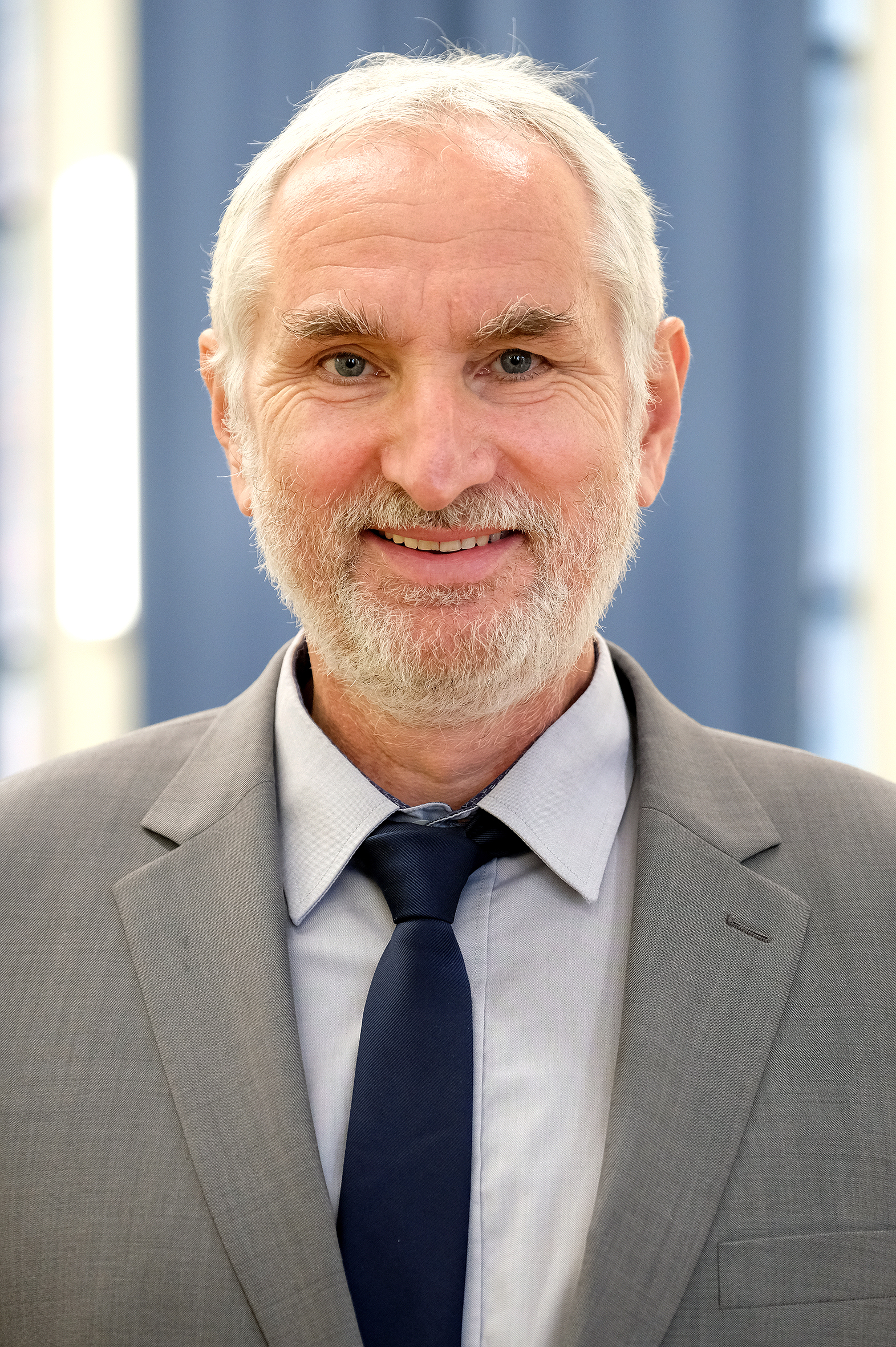
Ulrich Bartosch (2018)

Ulrich Bartosch (* 1960 in Regensburg) ist ein deutscher Politikwissenschaftler und Pädagoge. Seit dem 1. April 2020 ist er Präsident der Universität Passau.
Er war Professor an der Katholischen Universität Eichstätt-Ingolstadt und war von 2006 bis 2012 Vorsitzender des deutschen Fachbereichstages Soziale Arbeit sowie von 2009 bis 2015 Vorsitzender der Vereinigung Deutscher Wissenschaftler (VDW). Seit 2015 ist er der Vorsitzende des Wissenschaftlichen Beirats der VDW.

## Leben
Bartosch studierte Pädagogik und Politikwissenschaft an der Universität Regensburg. Das Pädagogik-Diplom legte er 1986 ab, im folgenden Jahr schloss er das Studium der Politischen Wissenschaft mit dem Magister Artium ab. Zum Dr. phil. wurde er bei Iring Fetscher (Goethe-Universität Frankfurt am Main) und Herfried Münkler (Humboldt-Universität Berlin) mit einer ideengeschichtlichen Arbeit zur Theorie des Friedens von Carl Friedrich von Weizsäcker (1994) promoviert. Bartosch war Wissenschaftlicher Mitarbeiter am Institut für Politikwissenschaft der Universität Regensburg bei Jens Hacker und 1995/96 Wissenschaftlicher Assistent von Guido Pollak am Lehrstuhl für Allgemeine Pädagogik der Universität Passau. Er wechselte als Fachbereichsleiter in die berufliche Rehabilitation junger Menschen mit Behinderungen, danach in politische Erwachsenenbildung als stellvertretender Leiter der Volkshochschule Hagen. 2000 folgte er einem Ruf auf eine Professur für Pädagogik an die Katholische Universität Eichstätt-Ingolstadt. Von 2001 bis 2007 war Bartosch Dekan der Fakultät für Soziale Arbeit an der KU. Deren Senat gehörte er von 2001 bis 2017 sowie von 2013 bis 2017 an. Seit dem Wintersemester 2016/17 leitet er den deutschlandweit ersten Master-Studiengang Schulsozialarbeit. Lehrbeauftragter war er von 1996 bis 2000 im Fach Allgemeine Pädagogik an der Universität Passau und im Fach Politikwissenschaft im Fachbereich Sozialwesen der Fachhochschule Regensburg 1998. Von 2010 bis 2013 war er als Gastdozent an der Leuphana Universität Lüneburg und im Sommersemester 2013 als Gastprofessor an der FH Kiel tätig. Am 17. Juli 2019 wurde er zum Präsidenten der Universität Passau gewählt und übernahm das Amt am 1. April 2020.
Bartosch ist seit 1988 mit der Kunsthistorikerin Christiane Bartosch verheiratet. Der Ehe entstammen zwei Söhne.

## Arbeitsschwerpunkte
Einen Arbeitsschwerpunkt von Bartosch bildet der politische Teil des Werkes von Carl Friedrich von Weizsäcker. Insbesondere das Konzept Weltinnenpolitik mit seinen sicherheits- und umweltpolitischen Aspekten steht hier im Zentrum unterschiedlicher Veröffentlichungen und Tagungsprojekte. In der Pädagogik befasst er sich mit Fragen der Partizipation, des Machtmissbrauchs und dem konstitutionellen Ansatz von Janusz Korczak. Seit etwa 2001 ist Bartosch in verschiedene Entwicklungen des Bologna-Prozess eingebunden. Er hat federführend die Weiterentwicklung des deutschen Hochschulqualifikationsrahmens (HQR) begleitet, der 2017 von KMK und HRK beschlossen wurde. Dieses Dokument ist für jede Akkreditierung deutscher Studiengänge die verbindliche Referenz. Auch die Erstellung des ersten verabschiedeten Fachqualifikationsrahmens für die Soziale Arbeit hat er geleitet. Für die Virtuelle Hochschule Bayern (vhb) hat Bartosch zusammen mit Guido Pollak ein Seminarangebot zur Schulsozialarbeit entwickelt. Einen weiteren Schwerpunkt von Bartosch bilden Fragen der Verantwortung von Wissenschaft. Insbesondere in einem Projekt zur päpstlichen Enzyklika Laudato si’ von 2015 befasst er sich in Kooperation von VDW und KU mit Themen des Klimawandels und sozialer Gerechtigkeit.
Bartosch war von 2009 bis 2015 Vorstandsvorsitzender der Vereinigung Deutscher Wissenschaftler (VDW) und ist gegenwärtig deren Beiratsvorsitzender. Dem Vorstand des deutschen Fachbereichstags Soziale Arbeit gehörte er von 2004 bis 2012 an, ab 2006 als Vorsitzender. Er ist Mitglied für die HRK in der Ad-hoc AG „Hochschulbildung für das digitale Zeitalter im europäischen Kontext“, Hochschulforum Digitalisierung von Stifterverband, CHE und HRK, 2019 und war vorher in der Ad-hoc AG „Anrechnung digitaler Lehrformate“ 2017–2018. Zu seinem hochschulpolitischen Engagement zählen u. a. die Mitgliedschaft im Team deutscher Bologna-Experten des DAAD im Auftrag der EU-Kommission von 2007 bis 2013, im Beirat für das CHE-Hochschulranking, der BA-MA-Kommission der bayerischen Dekanekonferenz Soziale Arbeit, der Arbeitsgemeinschaft Qualifikationsrahmen für Deutsche Hochschulabschlüsse von Kultusministerkonferenz (KMK) und Hochschulrektorenkonferenz (HRK) und als Jury des Ars-legendi-Preises von Stifterverband für die Deutsche Wissenschaft und Hochschulrektorenkonferenz 2012.
Bartosch ist Mitglied des Deutschen Jugendinstituts e. V., Mitglied im Beirat der Zeitschrift Soziale Passagen, stellvertretendes stimmberechtigtes Mitglied im Bayerischen Landesjugendhilfeausschuss und Mitglied in der Jury des ConSozial Wissenschaftspreises von Dr. Loew Soziale Dienstleistungen.

## Publikationen

### Bücher
- Weltinnenpolitik. Zur Theorie des Friedens von Carl Friedrich von Weizsäcker. Duncker & Humblot, Berlin 1995, ISBN 3-428-08461-6.
- mit Klaudius Gansczyk (Hrsg.): Weltinnenpolitik für das 21. Jahrhundert. Carl-Friedrich von Weizsäcker verpflichtet. [Weltinnenpolitische Colloquien Bd. 1], LIT-Verlag, Berlin 2009, ISBN 978-3-8258-0808-2.
- mit Reiner Braun (Hrsg.): Perspektiven und Begegnungen – Carl Friedrich von Weizsäcker zum 100. Geburtstag. [Weltinnenpolitische Colloquien Bd. 5], LIT-Verlag, Berlin 2012, ISBN 978-3-643-11788-5.
- mit Waltraud Schreiber und Joachim Thomas (Hrsg.): Inklusives Leben und Lernen in der Schule: Berichte aus dem Forschungsverbund zu Inklusion an der Katholischen Universität Eichstätt-Ingolstadt. Bad Heilbrunn: Klinkhardt, 2018.
- mit Götz Neuneck und Ulrike Wunderle (Hrsg.): The Russell-Einstein-Manifesto – 60 years on: Remember Your Humanity and Forget the Rest! Challenges facing Nuclear Disarmament. Science – Society – Responsibility Volume 1. Berlin: Vereinigung Deutscher Wissenschaftler e.V., 2017.
- mit Siegfried Steiger und Agnieszka Maluga (Hrsg.): Der Blick ins Freie: Im Diskurs mit Janucz Korczak: mit künstlerischen Arbeiten von Itzchak Belfer und Jakob Steiger. Bad Heilbrunn: Verlag Julius Klinkhardt 2017.
- mit Raingard Knauer, Christiane Bartosch, Johanna Bleckmann, Elena Grieper, Agnieszka Maluga und Imke Nissen (Hrsg.): Schlüsselkompetenzen pädagogischer Fachkräfte in Kindertageseinrichtungen für Bildung in der Demokratie. Kiel: Fachhochschule Kiel 2015.
- mit Agnieszka Maluga, Christiane Bartosch und Michael Schieder (Hrsg.): Konstitutionelle Pädagogik als Grundlage demokratischer Entwicklung: Annäherungen an ein Gespräch mit Janusz Korczak. Bad Heilbrunn: Klinkhardt 2015.
- Weizsäcker, Carl F. von. 2015. Major Texts on Politics and Peace Research. Hrsg. v. Ulrich Bartosch. SpringerBriefs on Pioneers in Science and Practice 25. Cham, Heidelberg, New York, Dordrecht, London: Springer.
- Weizsäcker, Carl F. von. 2015. Pioneer of Physics, Philosophy, Religion, Politics and Peace Research. Hrsg. v. Ulrich Bartosch. SpringerBriefs on Pioneers in Science and Practice 21. Cham, Heidelberg, New York, Dordrecht, London: Springer.
- mit Sandra Loew (Hrsg.): Neurowissenschaft und Soziale Arbeit: Von der Hirnforschung lernen? Dokumentation einer Fachtagung in Wernberg-Köblitz vom 26. Juni 2008. Eichstätt: Katholische Universität Eichstätt-Ingolstadt, Fakultät für Soziale Arbeit 2009.
- mit Stephan Albrecht und Reiner Braun (Hrsg.): Zur Verantwortung der Wissenschaft – Carl Friedrich von Weizsäcker zu Ehren: Beiträge des 1. Hamburger Carl Friedrich von Weizsäcker-Forums. Weltinnenpolitische Colloquien 3. Berlin, Münster: LIT 2008.
- mit Jochen Wagner (Hrsg.): Weltinnenpolitik: Handeln auf Wegen in der Gefahr. 2. Aufl. Weltinnenpolitische Colloquien 2. Berlin, Münster: LIT 2008. Carl Friedrich von Weizsäcker zum 85. Geburtstag.
- mit Marianne Kerpal (Hrsg.): Iring Fetscher: Kurt Gerstein – ein Spion Gottes. Hagen Weiterbildung Volkshochschule. Hagen: Amt für Weiterbildung und Medien 2002.

### Fachaufsätze
- Wissenschaftliche Bildung als (Selbst)Bestimmung und als gesellschaftlicher Auftrag der Hochschule. Offener Brief von Raphaela Averkorn, Ulrich Bartosch, Beatrice Dernbach, Melanie Fröhlich, Leo Gros, Manfred Hampe, Klaus Peter Kratzer, Georg Obieglo, Alfred Mack und Moritz Maikämper. In: DUZ – Universitätsmagazin.
- Weltinnenpolitik für das 21. Jahrhundert. In: Blickpunkt Zukunft, (Viewpoint Future),  Ausg. 58, Juni 2013, 33. Jg., S. 8–12. Erscheint zugleich in „Mitteilungen des Fachverbandes für Philosophie“ 2013.
- „Der bedrohte Friede heute“ – Weltinnenpolitik als Brückenschlag zwischen Carl Friedrich von Weizsäcker und Johan Galtung?. In: Uwe Trittmann (Hrsg.), Friedensforschung und Weltinnenpolitik im 21. Jahrhundert: Grundlagen – Probleme – Perspektiven. Beiträge eines Symposiums mit und zu Ehren von Johan Galtung in der Evangelischen Akademie Villigst, [Tagungsprotokolle – Institut für Kirche und Gesellschaft], Schwerte-Villigst 2012, S. 11–28.
- Die Bildung der Hochschule. Anerkennung im Horizont von 20 Jahren Lisbon Recognition Convention. In: Lehre und Lehrentwicklung an Fachhochschulen: Festschrift für Prof. Dr. med. Wolfgang Huhn, hrsg. v. Udo Beer, Christiane Metzger und André Rieck. 1. Auflage, 93–103. Münster: Waxmann 2018.
- Die Entfaltung der Hochschullehre(r) im Horizont von Freiheit und Verantwortung. In: Freiheit und Verantwortung: Diskussionen, Positionen, Perspektiven: Festschrift zur Emeritierung Guido Pollaks, hrsg. v. Andreas Spengler, 245–58. Pädagogik und Ethik. Baden-Baden: Ergon Verlag 2018.
- mit Peter Schäfer: Qualifikationsrahmen Soziale Arbeit (QR SozArb): Version 6.0. 2017. http://www.fbts.de/fileadmin/fbts/QR_SozArb_Version_6.0.pdf.
- mit Steffen Kirchhof, Agnieszka Maluga und Anita Maile-Pflughaupt. Das (Lern)Ergebnis von Beginn an im Blick! Studiengangkonstruktion, Didaktik und Anrechnung im Zusammenhang denken und erstellen. Arbeitsheft LINAVO. 2015. https://www.fh-kiel.de/fileadmin/data/linavo/LINAVO_Arbeitsheft_10_12_2015.pdf
- mit Peter Hennicke und Hubert Weiger (Hrsg.): Gemeinschaftsprojekt Energiewende: Der Fahrplan zum Erfolg. 1. Aufl. oekom verlag, München 2014, ISBN 978-3-86581-668-9.
- Die zweifach beweinte Zukunft – Günther Anders unter aktuellen Vorzeichen wieder gelesen. In: Ideenpolitik: Geschichtliche Konstellationen und gegenwärtige Konflikte, hrsg. v. Harald Bluhm, Karsten Fischer und Marcus Llanque, 529–43. Berlin: Akademie Verlag 2011.
- Mißbrauchte Macht – Pädagogik als Unterdrückung. In: Differenz und Dialog: Anerkennung als Strategie der Konfliktbewältigung? hrsg. v. Vera Flocke und Holger Schoneville, 123–37: BWV Berliner-Wissenschaft 2011.
- Die Europäisierung der Hochschullandschaft und die Einführung von Qualifikationsrahmen. In: Erziehungswissenschaft : Mitteilungsblatt der Deutschen Gesellschaft für Erziehungswissenschaft 21 (41): 73–91. 2010. Online verfügbar unter: http://edoc.ku-eichstaett.de/11975